# Jan Kugelberg
Jan Edvard Vilhelm Bertil Kugelberg, född 15 december 1928 i Stockholm, död 3 september 2001, var professor och chef för thoraxkirugiska kliniken vid Universitetssjukhuset i Lund och ordförande i Svenska thoraxkirurgiska föreningen.

## Biografi
Kugelberg var son till vd:n för SAF Bertil Kugelberg (1900–1991) och Märta Forsling. Han gifte sig 1953 med psykoanalytikern och medicine doktorn Elisabeth Nylander (1933–2011), dotter till ambassadör Lennart Nylander. 1962 gifte Kugelberg om sig med Barbro Pearsson (född 1936).
Kugelberg var tekniskt intresserad och deltog i utvecklingen av tekniken kring operationer med hjärt- och lungmaskin och inriktade sig på perfusionsteknologi, kirurgisk teknik och metoden att återstarta hjärtat under operation. 1981 efterträdde Kugelberg Olle Dahlbäck som överläkare för Thoraxkirurgiska kliniken på Lunds lasarett.
Jan Kugelberg är gravsatt i minneslunden på Gärdslösa kyrkogård på Öland.